# 제시 모이니핸
제시 모이니핸(영어: Jesse Moynihan, 1978년 1월 4일~)은 미국의 예술가이자 작곡가, 감독이다. 텔레비전 애니메이션 시리즈인 《어드벤처 타임》의 작가, 스토리보드 작가이자 그래픽 노블 《포밍》(Forming)의 작가이다.